# Brita Andersson (konstnär, 1913–2002)
Brita Teresia Andersson, född 21 juni 1913 i Göteborg, död 1 september 2002 i Härlanda, Göteborg, var en svensk målare, tecknare och grafiker.
Andersson studerade vid Slöjdföreningens skola 1929–1933 och vid Hovedskous målarskola i Göteborg 1950–1955. Separat ställde hon ut på Lorensbergs konstsalong och hon medverkade i bland annat decemberutställningen på Göteborgs konsthall, Stockholmssalongen och vårsalongen på Liljevalchs konsthall och med Sveriges allmänna konstförening samt Göteborgs konstnärsklubb. Hennes konst består av  måleri i olja och akvarell samt teckning i blyerts och grafik. Brita Andersson är begravd på Östra kyrkogården i Göteborg.